# Lubricación

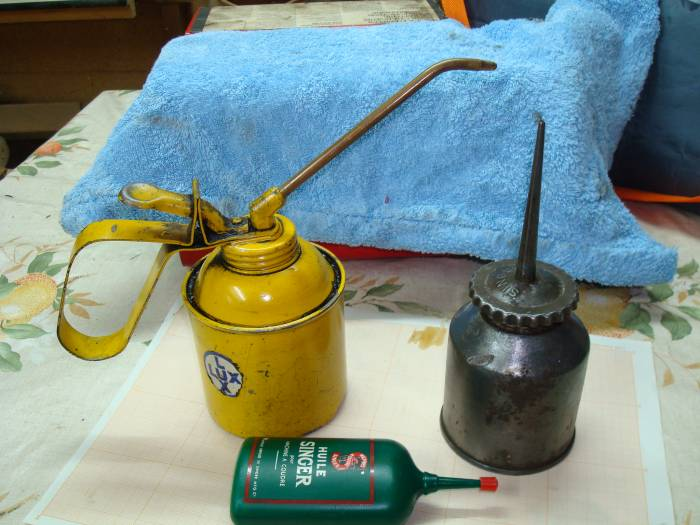
Utensilios de lubrificación.

La lubricación o lubrificación es el proceso o técnica empleada para reducir el rozamiento entre dos superficies que se encuentran muy próximas y en movimiento una respecto de la otra, interponiendo para ello una sustancia entre ambas denominada lubricante que soporta o ayuda a soportar la carga (presión generada) entre las superficies enfrentadas. La película de lubricante interpuesta puede ser un sólido, (por ejemplo, grafito, MoS2), un líquido (grasa) o excepcionalmente un gas.
La lubricación también puede describir fenómenos donde tal reducción del rozamiento ocurra sin intervención humana, como puede ser el aquaplaning sobre una carretera.
La ciencia que estudia la fricción, lubricación y desgaste se llama tribología.
Una adecuada lubricación permite un funcionamiento continuo y suave de los equipos mecánicos, con un ligero desgaste, y sin excesivo estrés o ataque a las partes móviles (cojinetes y engranajes). Cuando falla la lubricación, los metales y otros materiales pueden rozar, desgastarse, perdiendo eficacia, causan desprendimiento de calor, pudiendo llegar a destruirse unos a otros, causando daños irreparables, y fallo general.

## Grasa como lubricante
La grasa resulta útil e incluso indispensable para garantizar el funcionamiento de las piezas móviles como un balero o rodamiento, protege la pieza del óxido, asegura la dispersión del calor y limita el desgaste. La grasa tiene una resistencia a altas temperaturas, y esto la hace perfecta para lubricar elementos altamente estresados (como rodillos, bolas, etc.) y de baja velocidad debido a su viscosidad espesa.

## Aceite como lubricante
La lubricación con aceite puede ser recomendable si la velocidad de movimiento o rotación de los elementos es muy alta o si es necesario eliminar el calor generado por el mismo movimiento o por otros componentes mecánicos. Además, puede ser preferible proceder con una lubricación con aceite en los casos en que los soportes o elementos no se encuentran accesibles o cuando los elementos rodantes son pequeños y, por lo tanto, es difícil lubricarlos con grasas.